# Semina (microbiologia)
Nell'ambito microbiologico, la semina è il trasferimento dei microrganismi dal loro ambiente naturale (o dal luogo in cui risiedono, come ad esempio da una brodocoltura, da un'altra piastra di Petri, da terreni in slope) a un mezzo microbiologico.
La semina microbiologica, come accennato, può essere "primaria", nel senso che il mezzo potrà contenere più generi, specie e, non di rado, anche più potenziali ceppi di ognuna (con una distribuzione in colonie se il mezzo è solido, altrimenti in sospensione se esso è liquido), oppure consistere in un isolamento, ossia nell'allestimento, dopo un opportuno prelievo di un'aliquota di cellule di una colonia in una coltura primaria con un'ansa, di una coltura pura di un singolo ceppo di una determinata specie batterica o fungina.
Tecniche come lo spatolamento superficiale e l'inclusione, per esempio, si utilizzano per le colture primarie; tecniche invece come lo striscio a zig-zag e lo streak-plate sono comunemente impiegate per l'isolamento e lo sviluppo di colture pure.

## Tecniche di semina

### Semina per isolamento (o per striscio)
Questo tipo di semina è molto utilizzata in ambito microbiologico per isolare colonie batteriche tramite striscio sul terreno di coltura. Lo striscio avviene mediante utilizzo di un'ansa sterile (sterile in quanto bisogna evitare contaminazioni crociate con altri microrganismi presenti sulla superficie di tale oggetto): tale tecnica prevede movimenti ampi sulla piastra in modo da disperdere le varie cellule presenti sull'ansa (cellule prese da una brodocoltura, soluzione in cui sono presenti ceppi puri).

### Semina su agar a becco di clarino
La semina su agar a becco di clarino è una semina che ha come scopo di far crescere le cellule in modo da disporre di un ceppo puro. Infatti, l'agar a becco di clarino è un agar presente su una provetta inclinata, in modo da facilitare l'asportazione della patina dallo slope.

### Semina per infissione
La semina per infissione prevede l'utilizzo di un ago da inoculo. La semina per infissione avviene in provetta,con terreni utili all'analisi: l'analisi può avvenire sia in Agar molle che in Nutrient Gelatine. L'agar molle ha come obiettivo quello di verificare il rapporto con l'ossigeno (in base alla zona in cui crescono le colonie: se le colonie crescono in cima il batterio è aerobio,se cresce sul fondo è anaerobio,se la crescita è diffusa il batterio è anaerobio facoltativo) e verificare la motilità del microrganismo (se la crescita è diffusa il batterio possiede flagelli).
La crescita in Nutrient Gelatine ha lo scopo di testare la lisi delle proteine: essendo la gelatina una proteina di derivazione animale,se il batterio degrada la gelatina (con conseguente liquefazione del terreno) sarà proteolitico, altrimenti non sarà proteolitico.

### Semina per inclusione
La semina per inclusione è una particolare tecnica di semina che consente la conta delle colonie batteriche. Viene utilizzata spesso nel caso i microrganismi necessitino assenza di ossigeno o una concentrazione di ossigeno minore di quella atmosferica (21%). Versando 1 mL di sospensione batterica in piastra Petri sterile e aggiungendo un terreno di uso generale (caldo, in modo che sia liquido) si otterrà una crescita diffusa nella piastra (bisogna effettuare movimenti orari e antiorari e a croce per disporre le cellule in tutta la piastra). Solitamente, si effettuano diluizioni, in modo da ridurre il numero di cellule (UFC) in un mL: le diluizioni si effettuano in soluzione fisiologica (0.9% NaCl) sterile.